# Slag bij Crotona
De Slag bij Crotona is een veldslag uit de Tweede Punische Oorlog.
De slag vond plaats in 204 v.Chr. bij Crotone, in het Zuid-Italiaanse Calabrië. Het Romeinse leger werd aangevoerd door Publius Sempronius Tuditanus, dat het opnam tegen de Carthagers van Hannibal. De slag eindigde onbeslist, maar het was wel de laatste veldslag van de oorlog op Italiaans grondgebied. Spoedig daarna zou Hannibal teruggeroepen worden naar zijn vaderstad Carthago, omdat de Romeinen via Hispania en Africa waren opgerukt tot rivier de Bagradas en zo een directe bedreiging voor de stad vormden.